# 4DX

Логотип 4DX

4DX (читается как Фо-Ди-Экс или Фор-Ди-Экс) — дополнительная технология, используемая при просмотре полнометражных фильмов. Позволяет просматривать художественные и анимационные фильмы с дополнительным набором спецэффектов, усиливающих впечатления от просмотра и более полного погружения в передачу сюжета. 4DX предусматривает использование визуально-осязательных и обонятельных дополнений, изменения положения зрительского места в пространстве синхронно с видео и звуковой дорожкой. В отличие от 4D-аттракционов применяется в более продолжительных по времени произведениях.
Основные дополнения для просмотра: движение, вращение и толчки кресел; водяные брызги и ветер как с фронта, так и с тыла; подача пара в зал (он же туман, он же дым); фронтальный общий ветер; мигание стробоскопов; мыльные пузыри; ароматический пар (создаётся специальными устройствами путём смешивания ароматов).

## Принцип действия

Секции кресел в 4DX-кинотеатре

Обычный полнометражный фильм (динамический игровой или анимационный) демонстрируется в специальном кинозале, с оборудованием 4DX. Вместе с видео и звуковой дорожкой синхронно передаются определённые эффекты, которые дополняют основной фильм и увеличивают эффект присутствия. Сочетается с технологией стереоскопического просмотра 3D. Может использоваться для демонстрации и обычных 2D-фильмов и даже чёрно-белых.
Кресла в зрительном зале оснащены специальными приводами, позволяющими совершать движение с заданными скоростями в трёх плоскостях путём плавного перемещения, толчков и лёгких подбрасываний. Также механика позволяет создавать вибрации переменной мощности отдельно спинки и подставок под ноги. Также в спинки кресел встроены малозаметные воздушные и водяные сопла для тылового и фронтального (для следующего ряда кресел) эффекта. Фронтальные эффекты для первых рядов обеспечиваются специальной стойкой перед ними. Подача пара в зал осуществляется устройствами, которые замаскированы в районе небольшого пространства перед экраном. Стробоскопы расположены по периметру потолка зала.
Управление и синхронизация производится специальными контроллерами под управлением компьютерного приложения, которое использует параллельную дорожку спецэффектов, записанную в файл. При цифровом показе с сервера, этот файл передаётся вместе с контентом.

## Создатели технологии
Созданием дорожки дополнительных спецэффектов занимается южнокорейская компания «CJ 4DPLEX», являющаяся отделением холдинговой компании «CJ», состоящей из предприятий, занятых в различных отраслях пищевой промышленности, фармацевтики, биотехнологий, СМИ, торговли и развлечений. Она поставляет оборудование c 2009 года, настраивает его и также занимается программированием эффектов для полнометражного фильма. Программирование также может осуществляться совместно со студией, создавшей оригинальный фильм, что позволяет более широко использовать задумку режиссёра фильма. Оборудование может быть установлено как в специально построенные для этих целей кинотеатры, так и в уже существующие. Все механизмы и агрегаты не очень громоздкие. Кресла находятся на специальных платформах, сгруппированные по четыре. По виду и эргономичности не отличаются от обычных кресел в кинотеатрах.
Технология является относительно молодой и продолжает модернизироваться. Программирование готового полнометражного фильма осуществляется примерно за 1 месяц. На 2013 год в мире суммарно существовало 10 тыс. мест в 58 городах 16 стран мира. Южная Корея, Китай, Израиль, Таиланд, Россия, Мексика, Колумбия, Бразилия, Перу, Венгрия, Япония, Польша, Чехия, Болгария, Тайвань, Украина и Чили. Также существуют проекты по внедрению залов с технологией 4DX в Австралии, Канаде, Франции, Гонконге, Казахстане, Малайзии, Филиппинах, Румынии, Сингапуре, Словакии, Великобритании, США и Венесуэле.

## 4DX в России
В России залами 4DX занимается сеть 3D-кинотеатров «Синема Парк». Залы с этим оборудованием находятся в Калининграде, Москве, Нижнем Новгороде, Сургуте, Санкт-Петербурге, Новосибирске, Красноярске. Первый в России такой зал был открыт в ноябре 2012 года в Нижнем Новгороде. Первым российским фильмом в формате 4DX стал мистический триллер «Вий», снятый по одноимённому произведению Н. В. Гоголя.

## Недостатки
Небольшое количество специализированных для 4DX кинотеатров, как в России, так и в мире. В некоторых странах относительно высокая цена на билет (сравнима с VIP-местами в обычных кинотеатрах). Несмотря на то, что возрастных или весовых ограничений нет, есть некоторые рекомендации к зрителям — они должны быть ростом не менее 1,2 метра. Не рекомендуется просмотр эмоционально неустойчивым людям, беременным женщинам и людям больным эпилепсией и другими заболеваниями. Также следует быть осторожным в употреблении попкорна при просмотре.